# Rioccupazione sovietica dei Paesi baltici (1944)
L'Unione Sovietica avanzò in gran parte del territorio dei Paesi baltici nel corso dell'offensiva del Baltico avvenuta nella tarda estate-autunno del 1944, a meno di un anno di distanza dal termine della seconda guerra mondiale. L'Armata Rossa riprese il controllo delle tre capitali baltiche, comportando l'arretramento della Wehrmacht verso ovest o verso nord come nel caso della sacca di Curlandia: i tedeschi e i collaborazionisti lettoni confinati nella regione continuarono a combattere i sovietici fino alla resa incondizionata della Germania (8 maggio 1945) e gli ultimi teutonici rimasti partirono dal porto di Liepāja il 9 maggio. Una parte degli estoni e dei lettoni riuscì a fuggire in Svezia, subendo poco dopo un'estradizione che scatenò un incidente diplomatico. Cessato il conflitto, i Paesi baltici tornarono ad essere repubbliche dell'URSS fino a quando non dichiararono la propria indipendenza nel 1990, anno in cui si verificò la dissoluzione dell'Unione Sovietica.
Mentre le fonti occidentali concordano sul ritenere l'ingresso dell'Armata Rossa nei Paesi baltici alla stregua di un'occupazione, gli storici sovietici e più tardi il governo della Federazione Russa considerano l'annessione come legittima.

## Offensive sovietiche
(Iosif Stalin in un discorso pubblico trasmesso a Mosca durante la seconda battaglia di Kiev, novembre 1943.)

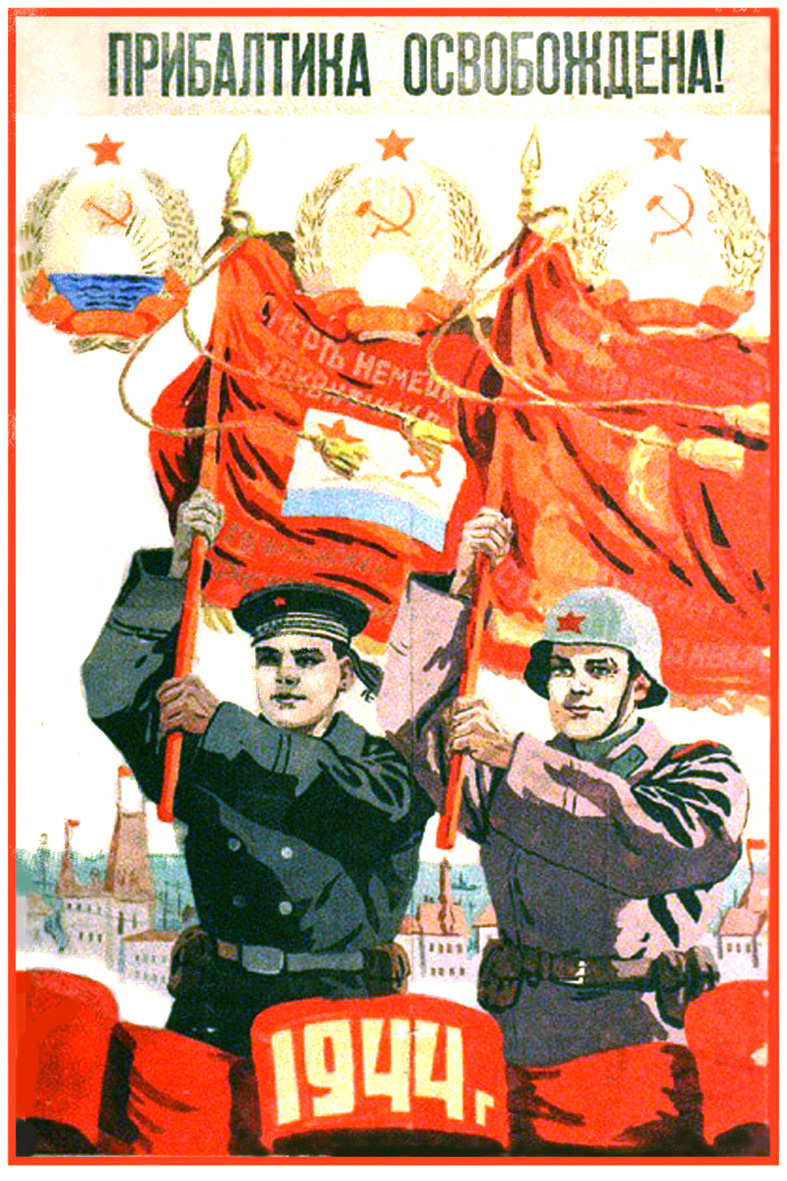
Un poster di propaganda sovietica che celebra la "liberazione" degli Stati baltici nel 1944

Il 2 febbraio 1944 terminò l'assedio di Leningrado e le truppe sovietiche raggiunsero il confine con l'Estonia. Non riuscendo a sfondare la linea, i sovietici scagliarono l'offensiva di Tartu il 10 agosto e l'offensiva del Baltico il 14 settembre: ad essere coinvolto fu 1 milione e mezzo di uomini. L'Alto comando dell'Esercito tedesco diede il via all'operazione Aster il 16 settembre, in virtù della quale le forze estoni avrebbero dovuto coprire la ritirata tedesca. Poco dopo la rioccupazione sovietica della capitale estone Tallinn, il compito principale assegnato all'NKVD fu quella di impedire a chiunque di fuggire dal paese, predisponendo a tal fine degli uomini lungo la linea costiera e requisendo diversi pescherecci; tuttavia, molti rifugiati fuggirono in Svezia o in Finlandia, in particolare gli svedesi estoni, che popolavano l'Estonia costiera da secoli. L'NKVD prese di mira anche membri del Comitato nazionale della Repubblica di Estonia. I Fratelli della foresta estoni, costituitisi per la prima volta nel 1941, mantennero inizialmente un basso profilo durante le fasi di avanzata dei sovietici. La giornata della vittoria del 1945 non sancì il ripristino dell'indipendenza dell'Estonia, e i ribelli baltici decisero di proseguire nelle proprie operazioni di guerriglia e di sabotaggio a danno dell'Armata Rossa e degli ufficiali dell'NKVD.
In Lettonia, le unità dell'NKVD costituivano il principale nucleo che si opponeva ai 15.000 Fratelli della foresta. I sovietici firmarono accordi separati di cessate il fuoco con le diverse forze di resistenza, le quali divennero inattive fino alla fine della guerra; i contenuti dell'accordo in Lituania differivano da quello estone e lettone. I sovietici introdussero la coscrizione immediatamente dopo l'occupazione di Vilnius nel luglio del 1944: vi rispose solo il 14% dei cittadini in età militare. I sovietici diedero luogo a 74 spedizioni punitive per rintracciare i renitenti e uccisero oltre 400 persone, molti dei quali cittadini disarmati. Durante il 1944 e il 1945 i sovietici arruolarono 82.000 lituani.

## Tentativi di ripristino dell'indipendenza
Furono eseguiti alcuni tentativi di ripristinare l'indipendenza durante l'occupazione tedesca, sia pure in periodo diversi. Nel 1941, i lituani diedero luogo ad una massiccia protesta in tutto il territorio (la cosiddetta rivolta di giugno), grazie alla quale, due giorni prima dell'arrivo dei tedeschi a Kaunas, i sovietici si erano di fatto allontanati dalle città principali. I nazisti permisero al governo provvisorio locale di operare per poco più un mese, prima di essere rimpiazzato dal Reichskommissariat Ostland. Fiduciosi nel ripristino della sovranità o quanto meno dalla possibilità di vedersi riconosciuti un certo grado di autonomia gestionale, i membri dell'esecutivo, in stretto contratto il Fronte attivista lituano, una controversa organizzazione che esercitava sia propaganda nazionalista che antisemita, scelsero di assecondare le politiche degli occupanti. Nel 1943, i nazisti tentarono di allestire una divisione Waffen-SS formata dalla popolazione locale, come fatto già in molte altre zone in Europa, ma a causa del radicato coordinamento tra i gruppi di resistenza, la mobilitazione fu boicottata. La Forza di difesa territoriale lituana (Lietuvos vietinė rinktinė) nacque infine nel 1944 sotto il comando lituano, ma fu liquidata dai nazisti solo pochi mesi dopo perché i suoi membri si rifiutavano di ricevere ordini da Berlino.
Man mano che il conflitto procedeva, una volta chiaro che la Germania ne sarebbe uscita sconfitta, molti lituani, lettoni ed estoni si unirono nuovamente ai tedeschi, con la speranza che impegnandosi in una simile lotta i Paesi baltici avrebbero attirato l'attenzione delle potenze occidentali sul ripristino dell'indipendenza anziché, come si temeva, una nuova annessione all'URSS. Fu con queste premesse che nacquero organi esecutivi clandestini nel giro di qualche tempo in tutte e tre le realtà:
- 13 agosto 1943 - Lettonia - Consiglio centrale nazionale;
- 25 novembre 1943 - Lituania - Comitato supremo per la liberazione;
- 23 marzo 1944 - Estonia - Comitato Nazionale.[32]

La questione dell'indipendenza riguardò in maniera molto concreta il Paese baltico più settentrionale nel 1944. 3.400 estoni non disposti a schierarsi con i nazisti fuggirono in Finlandia per combattere nell'esercito finlandese contro i sovietici, entrando a far parte del 200º reggimento di fanteria finlandese - composto appunto da volontari estoni - denominato in estone: soomepoisid, "ragazzi della Finlandia". Il 2 febbraio 1944, il fronte si spostò nei pressi del vecchio confine tra l'Estonia e la Russia e lo scontro più celebre - e più cruento - che si scatenò fu la battaglia di Narva: poco prima dello scontro, la città venne evacuata.

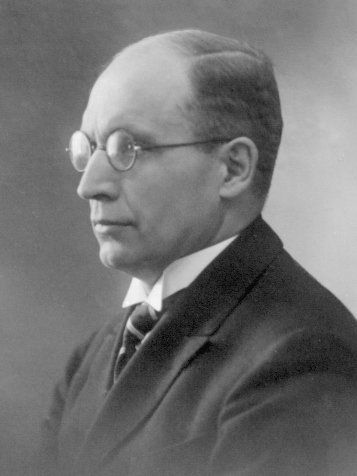
Il Comitato nazionale della Repubblica di Estonia, guidato da Jüri Uluots, tentò di ristabilire l'indipendenza dell'Estonia nel 1944

Jüri Uluots, l'ultimo primo ministro eletto della Repubblica di Estonia e leader del governo clandestino estone, tenne un discorso radiofonico il 7 febbraio in cui implorava tutti gli uomini in grado di combattere nati dal 1904 al 1923 ad arruolarsi nelle SS. Tale presa di posizione rappresentò un cambio di pensiero rispetto agli anni precedenti, poiché prima di Uluots si era opposto all'ipotesi di una mobilitazione estone in quanto contraria alla convenzione dell'Aja. La chiamata alle armi trovò riscontro in tutto il paese: i ben 38 000 volontari che risposero rallentarono il procedimento di coscrizione (saliti a 50 000 entro la fine dell'anno). 2.000 ragazzi della Finlandia decisero di far ritorno in patria. Mentre i tedeschi si ritiravano, il 18 settembre 1944 Jüri Uluots formò un governo avvalendosi dell'ausilio dal vice primo ministro Otto Tief, il quale ne prese poi il posto. Nello stesso giorno, fu proclamato il governo nazionale estone e le forze locali presero possesso degli edifici governativi sulla collina di Toompea a Tallinn e intimarono i tedeschi di andarsene. I 4 giorni in cui l'Estonia esistette politicamente anche de iure furono gli unici in 47 anni. Il 20 settembre la bandiera nazista su Ermanno il Lungo (Pikk Hermann) venne rimossa e fu rimpiazzata dal vessillo estone. Il 22, l'Armata Rossa espugnò Tallinn e il tricolore estone sulla torre di Tallinn fu sostituito da una bandiera sovietica. Le unità militari estoni, sotto il comando del retroammiraglio Johan Pitka, continuarono a resistere all'Armata Rossa, venendo poi sconfitte dalle forze sovietiche nelle battaglie svoltesi il 23 settembre ad ovest di Tallinn vicino a Keila e Risti.
Il governo clandestino estone, non ufficialmente riconosciuto né dalla Germania nazista né dall'Unione Sovietica, fuggì a Stoccolma, dove agì in esilio fino al 1992, quando Heinrich Mark, l'allora primo ministro della repubblica estone dalla Svezia, presentò le sue credenziali al neoeletto presidente dell'Estonia Lennart Meri. Il 23 febbraio 1989 la bandiera della RSS Estone venne ammainata su Ermanno il Lungo e rimpiazzata da quella blu, nera e bianca il giorno successivo, ancora oggi celebrato come festa dell'indipendenza estone.
Nel frattempo, in Lettonia, la penuria di uomini a disposizione verso la fine del 1943 cominciò a farsi sentire in maniera sensibile. Fu a quel punto necessario arruolare uomini lettoni che poi sarebbero confluiti nelle file tedesche: è con queste premesse che vide la luce la 15. Waffen-Grenadier-Division der SS. I nazisti proseguirono nel tentativo di allestire due divisioni delle Waffen-SS composte da cittadini lettoni, prevalentemente coscritti, per fronteggiare l'Armata Rossa, ma tale proposito fu definita mente abbandonato quando si comprese che i baltici non intendevano agire seguendo le direttive dei tedeschi perché anelavano anch'essi a riottenere la sovranità nazionale. Fino all'ottobre del 1944, in Lettonia fu operativo un movimento partigiano filo-sovietico coordinato direttamente da Mosca.

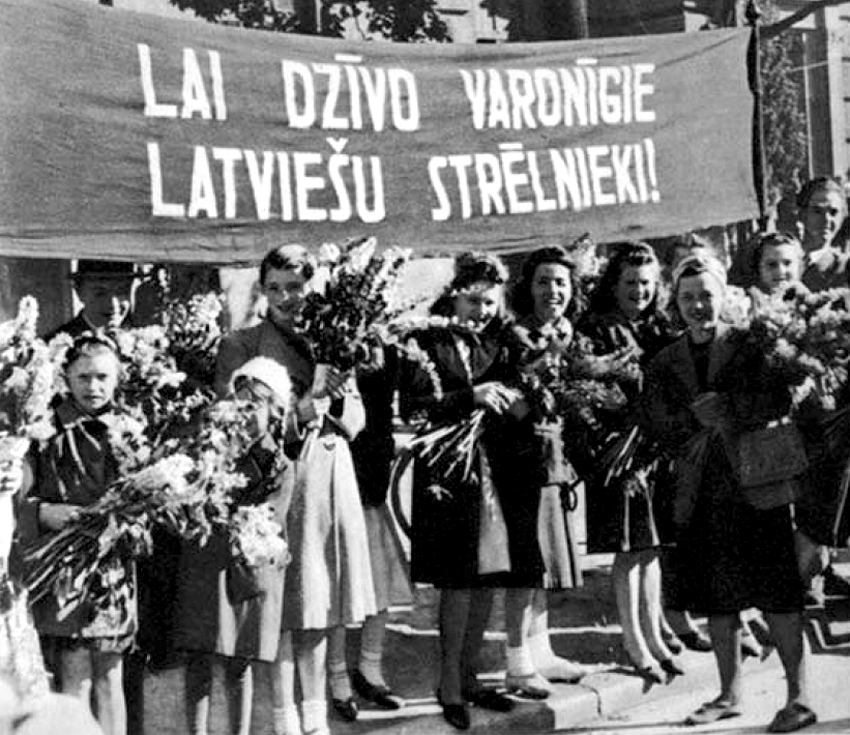
Un gruppo di donne accoglie l'ingresso del 130º Corpo di fucilieri lettoni a Riga il 16 ottobre 1944

Anche il governo lettone e quello lituano continuarono ad agire in esilio, sebbene operassero dalle ambasciate in cui lavoravano prima del 1939 negli Stati Uniti e nel Regno Unito. Entrambi tentarono di tessere relazioni diplomatiche con diversi Paesi occidentali e riuscirono ad attirare supporto per le operazioni di resistenza all'interno della Lituania e della Lettonia (come nell'Operazione Giungla).

## Gli Alleati e gli stati baltici

### Disinteresse delle potenze occidentali

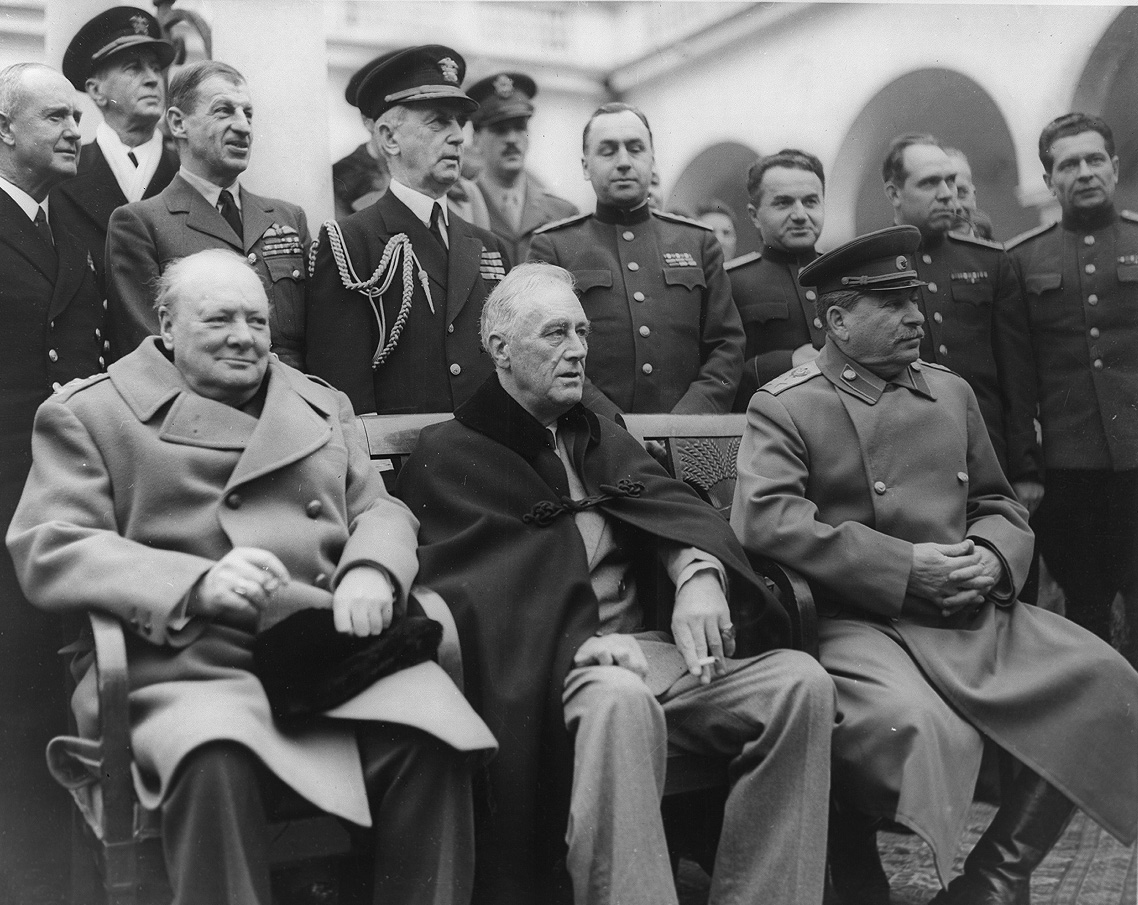
Conferenza di Jalta nel 1945. Seduto da sinistra Winston Churchill, Franklin D. Roosevelt e Iosif Stalin

Gli stati baltici non avevano governi in esilio che disponessero dello stesso peso internazionale di quello francese guidato da Charles de Gaulle o dei polacchi sotto Władysław Sikorski: la propria posizione geografica rese inoltre difficile le comunicazioni con il resto del continente della situazione. Gran Bretagna e degli Stati Uniti nutrivano scarso interesse per la causa baltica, in particolare nella fase in cui la vittoria della guerra risultava ancora incerta. Pertanto, si preferì evitare di affrontare l'argomento fintanto che la cooperazione di Stalin risultasse funzionale. I membri della Sinistra europea tendevano a sostenere la versione ufficiale sovietica sugli Stati baltici, considerandoli "di diritto" appartenenti all'Unione Sovietica per salvaguardare i suoi "legittimi" interessi di sicurezza.
La sconfitta dei tedeschi nel 1945 lasciò l'Europa orientale nella sfera di influenza sovietica. Un'importante eccezione, nonostante le perdite territoriali e il pesante fardello dei danni causati dalla guerra di continuazione, risultò la Finlandia, non più sottoposta al dominio sovietico, al contrario degli Stati baltici, e improntata invece al modello di Stato costituzionale presente altrove in Europa. Nonostante la nuova ventata, i finlandesi non superarono presto le scorie lasciate dalle politiche estere sovietiche che diedero luogo ad un processo per il quale il politologo tedesco Richard Löwenthal coniò l'espressione "finlandizzazione", percepita come necessaria per la sopravvivenza dello Stato.

### Accettazione dello status de facto dei Paesi baltici da parte degli Alleati occidentali
Quando i sovietici si insediarono una prima volta negli Stati baltici, gli USA non riconobbero l'annessione come legittima ai sensi del diritto internazionale, in virtù della precedente adozione della dottrina Stimson nella Dichiarazione di Welles del 23 luglio 1940, un principio secondo cui non sarebbe stato riconosciuta diplomaticamente alcuna annessione di territori effettuata con l'impiego della forza militare.
Nonostante tale presa di posizione, il ministro degli Esteri britannico Anthony Eden aveva sostenuto che il sacrificio dei tre Stati fosse stato necessario per garantire la cooperazione sovietica nel conflitto. L'ambasciatore britannico negli Stati Uniti Edward Halifax riferì: "Il signor Eden non può incorrere nel pericolo di inimicarsi Stalin, poiché Londra si è già accordata per negoziare un trattato con il leader sovietico, il quale riadotterà le frontiere sovietiche del 1940". Nel marzo del 1942 Churchill scrisse a Roosevelt esortando il sacrificio degli Stati baltici: "La crescente minaccia rappresentata della guerra mi ha spinto a considerare che i principi della Carta Atlantica non dovrebbero essere interpretati in maniera tanto restrittiva da impedire alla Russia le frontiere che aveva occupato quando la Germania l'ha lì attaccata [...] Spero quindi che tu possa darci carta bianca per firmare un trattato che Stalin desidera sottoscrivere il più presto possibile".
Dopo un incontro con l'arcivescovo Spellman a New York il 3 settembre, il presidente Roosevelt dichiarò: "Il popolo europeo dovrà semplicemente sopportare il dominio sovietico, nella speranza che tra dieci o venti anni sarà in grado di convivere con i russi". Alla conferenza di Teheran del 1º dicembre 1943, Roosevelt "disse di aver compreso appieno che le tre repubbliche baltiche erano già state storicamente parte della Russia ed essendolo anche ora, aggiunse scherzosamente, gli eserciti sovietici che le avevano occupate non sarebbe scoppiato un conflitto con gli USA per questo". Un mese dopo, Roosevelt incaricò Ottone d'Asburgo-Lorena di comunicare ai russi che avrebbero potuto assumere il controllo della Romania, della Bulgaria, della Bucovina, della Polonia orientale, della Lituania, dell'Estonia, della Lettonia e della Finlandia.
Il futuro risultò segnato quando il 9 ottobre 1944 Winston Churchill fu ricevuto da Stalin a Mosca e si procedette ad identificare un quadro postbellico dell'Europa. L'inglese racconta: "Infine ho affermato: Non potrebbe sembrare piuttosto cinico e poco ortodosso il modo in cui sembra siano stati risolti questi problemi, che toccano da vicino milioni di persone? Facciamo bruciare questa copia di giornale. - "No, non lo fare!" replicò Stalin". La Conferenza di Jalta del febbraio 1945, ritenuta in maniera pacifica a livello storiografico il momento in cui è stato definito lo scacchiere europeo dal 1945 in poi, ripercorse grosso modo le precedenti trattative private di Churchill e Roosevelt con Stalin riguardo alla non interferenza nel controllo sovietico dell'Europa orientale.
L'atteggiamento assunto dagli Alleati occidentali nei confronti degli Stati baltici dopo la seconda guerra mondiale fu riassunto da Hector McNeil, sottosegretario agli affari esteri (1945-1946), in suo discorso pronunciato alla Camera dei comuni nel 1947. McNeil dichiarò che il governo britannico aveva de facto riconosciuto l'assorbimento degli Stati baltici nell'Unione Sovietica, ma non de iure. Inoltre, affermò che l'annessione violava il principio di autodeterminazione della Carta atlantica, ma che bisognava tenere presente che le tre nazioni baltiche erano state parte dell'Impero russo prima del 1918.